# Haplochromis plagiodon
Haplochromis plagiodon är en fiskart som beskrevs av Regan och Ethelwynn Trewavas 1928. Haplochromis plagiodon ingår i släktet Haplochromis och familjen Cichlidae. IUCN kategoriserar arten globalt som sårbar. Inga underarter finns listade i Catalogue of Life.